# Campachipteria uenoi
Campachipteria uenoi är en kvalsterart som beskrevs av Aoki 1995. Campachipteria uenoi ingår i släktet Campachipteria och familjen Achipteriidae. Inga underarter finns listade.